# Guido IV Correggio
Guido IV Correggio va ser senyor sobirà de Parma proclamat el 21 de maig del 1341 (associat a altres germans), senyor sobirà de Correggio, i senyor de Fosdondo, Camporotondo, Castel degli Orsi, Campegine, Montanara, Campagnola, Fabbrico, Bodollo, Bosco dell'Argine, Guastalla i Colorno, senyories a les que del 1326 al 1332 va afegir Brescello, que va ocupar altre cop el 1334 i el juliol del 1335 li va ser concedida en feu pels Scaligeri. D'altra banda el cardenal Pogetto li va concedir en feu (juny de 1326) Luzzara, Reggiolo, Suzzara, Borgoforte i San Benedetto Po, però les va haver de cedir al Papa el 1327. L'octubre del 1344 el seu germà Azzo da Correggio va vendre secretament Parma i el 1345 Guido IV es va haver de retirar de la ciutat però va conservar Correggio i els seus annexes, i els feus de Brescello, Gualtieri i Guastalla, i recuperant Castelnuovo di Sotto (gener del 1345). Entre els seus títols va estar el de patrici de Parma i cavaller del Mastino della Scala (armat el juny de 1337)
Va ser capità de l'exèrcit dels Scaligeri el 1324 i el gener del 1334, capità general de l'exèrcit del Papa a Llombardia el juliol del 1326 i fins al 1327. Va exercir com a podestà de Verona (1331 fins a octubre de 1335), podestà de Treviso (1332) i des del 1335 va ser vicari general dels Scaligeri a Parma.
Va morir a Guastalla l'agost de 1345. Estava casat amb Guidaccia della Palù, patrícia de Reggio. El van succeir els seus fills Giberto IV Correggio i Azzo Correggio que van rebre el condomini de Gualtieri, Guastalla i Brescello.